# Бранко Лустиг
Бранко Лустиг (Осијек, 10. јун 1932 — Загреб, 14. новембар 2019) био је хрватски продуцент и глумац јеврејског порекла.
Током Другог светског рата био је интерниран у концентрационим логорима Аушвиц и Берген-Белзен. Први је држављанин Хрватске који је као најбољи продуцент награђен двема филмским наградама Оскар и то 1993. године за филм Шиндлерова листа, те 2001. за филм Гладијатор. Двоструки је добитник и награде Златни глобус за наведене филмове.

## Биографија
Био је прва генерација мађарско-пољских Јевреја рођена у Хрватској.
Своју каријеру у филмској продукцији започео је као асистент режије у загребачком „Јадран Филму“. 1956. радио је као шеф продукције филма Не окрећи се сине. 1980-их Лустиг је радио на минисерији Ветрови рата (Winds of War) и на наставку 1988. Исте године сели се у Америку.
1994. осваја као први Хрват филмску награду “Оскар” за Шиндлерову листу за најбољи филм. За исти филм је такође освојио “Златни глобус” те године. 2001. је добио свог другог “Оскара” И други “Златни глобус за Гладијатора. Други значајни продуцентски пројекти су :  (1997), Hannibal (2001) и Black Hawk Down (2001).
Бивши хрватски председник Фрањо Туђман доделио му је орден “Кнеза Трпимира”. 2008. је постао почасни доктор Универзитета у Загребу. Исте године основао је у Лос Анђелесу за Филом Блејзером филмску кућу “Six Point Films”. Лустиг је од 2008. почасни председник јеврејског филмског фестивала у Загребу.
У новембру 2009. године одликован је заједно са оснивачем Аустријске спомен службе жртвама холокауста Андреасом Маислингером од стране „Los Angeles Museum of the Holocaust“ за свој ангажман за сећање на холокауст. Поздравни говор држао је преживели холокауста Рене Фајерстон.

## Филмографија

### Продуцент
| Улоге  |                    |               |       |          |
| Година | Српски назив       | Изворни назив | Улога | Напомена |
| 2014.  |                    |               |       |          |
| 2007.  | Амерички гангстер  |               |       |          |
| 2006.  |                    |               |       |          |
| 2005.  | Небеско краљевство |               |       |          |
| 2001.  | Пад црног јастреба |               |       |          |
| 2001.  | Ханибал            |               |       |          |
| 2000.  | Гладијатор         |               |       |          |
| 1997.  | Миротворац         |               |       |          |
| 1993.  | Шиндлерова листа   |               |       |          |
| 1992.  |                    |               |       |          |
| 1991.  |                    |               |       |          |
| 1990.  |                    |               |       |          |
| 1988.  |                    |               |       |          |
| 1983.  |                    |               |       |          |
| 1969.  | Догађај            |               |       |          |

### Глумац
- The Peacemaker (мушкарац с пудлицом) (1997)
- Шиндлерова листа (власник ноћног клуба) (1993)

| Улоге  |                       |                                   |       |          |
| Година | Српски назив          | Изворни назив                     | Улога | Напомена |
| 1963.  | Козара (филм из 1962) |                                   |       |          |
|        |                       | С Карлом Меј у Оријенту (Онбаски) |       |          |